# Možje v črnem (film)
Možje v črnem (v izviniku angleško Men in Black, okrajšano MiB) je komični znanstvenofantastični film režiserja Barryja Sonnenfelda, ki je izšel leta 1997 v distribuciji Columbia Pictures. Zgodba sledi istoimenski stripovski seriji avtorja Lowella Cunninghama in spremlja agenta skrivne organizacije, katere naloga je nadzirati nezemljane, ki živijo na Zemlji, in skrivati njihov obstoj pred ljudmi. V vlogi glavnih protagonistov sta zaigrala Tommy Lee Jones in Will Smith. Kostume je ustvaril Rick Baker, posebni učinki pa so delo studia Industrial Light & Magic.
Film je s predvajanjem po vsem svetu prinesel več kot pol milijarde ameriških dolarjev prihodkov, na račun česar je najprej nastala animirana serija Men in Black: The Series (1997–2002), po njej pa še dve igrani nadaljevanji, Možje v črnem 2 (2002) in Možje v črnem 3 (2012).

## Zgodba
Možje v črnem (MIB) so skrivna organizacija z bazo na Manhattanu v New Yorku, ki nadzoruje okrog 1500 nezemljanov, ki živijo na Zemlji, večina v New Yorku ali okolici. Pri tem uporabljajo napredno nezemeljsko tehnologijo, npr. napravo za izbris spomina, s pomočjo katere prikrivajo njihov obstoj navadnim ljudem. Nekega dne agent K (Tomy Lee Jones) in njegov partner D (Richard Hamilton) prestrežeta kombi, poln nezemeljskih beguncev. Voznik, zakamufliran v človeka, napade obmejno patruljo, ki se znajde v bližini, zato ga morata eliminirati in izbrisati spomin policistov. Po akciji agent D prizna, da se počuti prestarega za to delo, zato K uporabi napravo še na njemu.
Medtem James Darrell Edwards III (Will Smith), newyorški policist, zasleduje ubežnika po strehah mesta. Ko ga ujame, ga ta preseneti z nenavadno puško in pomežikne z drugim parom vek, kar ga razkrije kot nezemljana. Agent K ga na postaji izpraša o incidentu in ga odpelje do skrivne prodajalne z nezemeljskim orožjem, zamaskirane kot zastavljalnica v središču New Yorka (lastnik je seveda nezemljan), kjer potrdita izvor orožja. Nato mu pobriše spomin na nedavne dogodke, pusti pa mu posetnico MIB. Edwards nekaj dni kasneje odide do sedeža organizacije, kjer se pomeri z več drugimi kandidati za rekrute. K, na katerega je naredil vtis, mu ponudi položaj agenta, kar Edwards sprejme, nakar mu MIB izbriše identiteto. Odtlej je znan samo kot agent J.
Prva naloga novih partnerjev je raziskati, zakaj nezemljani množično zapuščajo planet. Naletita na primer farmerja Edgarja, ki se čudno vede odkar je na njegovi posesti strmoglavil NLP. Izkaže se, da ga je ubil predstavnik rase »žužkov«, agresivnih, ščurkom podobnih bitij, in se zamaskiral v njegovo kožo. Sledita mu v Brooklyn, kjer pod identiteto Rosenberga, lastnika draguljarne živi princ Arkvilijcev, s katerimi so žužki v vojni. Preden ga ujameta, smrtno rani princa in izgine. Umirajoči princ z zadnjimi močmi pove J-ju, da je »galaksija na Orionovem pasu«.
Sprva mislijo, da je govoril o ozvezdju, vendar jim informant razloži, da gre za izredno močan vir energije, spravljen v majhnem dragulju. Žužek medtem ugotovi, da se nahaja na ovratnici Rosenbergovega mačka Oriona, ki je trenutno v skrbništvu mrliške oglednice dr. Laurel Weaver (Linda Fiorentino), ki je prevzela Rosenbergovo truplo. Ravno ko K in J prispeta do mrtvašnice, žužek zgrabi Weaverjevo in dragulj. Arkvilijci takrat pošljejo MIB ultimat, galaksija mora biti na varnem v roku ene ure, sicer bodo uničili Zemljo.
Žužek se nato nameni odleteti z enim od plovil, skritih v paviljonu v brooklynskem parku Flushing Meadows. Agenta sta mu za petami in sestrelita prvi leteči krožnik, s katerim je že vzletel, nakar žužek odvrže kamuflažo, se sooči z njima in jima pogoltne orožje. K nato naroči J-ju naj ga zamoti in se pusti pogoltniti sam. J ga zamoti z mečkanjem ščurkov (»sorodnikov«) iz bližnjega smetnjaka, kar da K-ju dovolj časa, da najde svoje orožje v žužkovem prebavilu in ga razstreli od znotraj. Medtem ko prekrita s sluzjo lovita sapo, ju še ne povsem mrtvi žužek znova napade, a ga pokonča prisebna Weaverjeva. Po vrnitvi v štab K pojasni J-ju, da ga je treniral, vendar ne kot partnerja, temveč kot zamenjavo, saj se tudi sam počuti prestarega za to delo. Po slovesu mu J izbriše spomin na vse obdobje pri organizaciji. Prizor nekaj dni kasneje pokaže, da se je Weaverjeva prav tako pridružila MIB, kot J-jeva partnerka, agentka L.

## Produkcija
Barry Sonnenfeld je bil prva izbira producentov Walterja Parksa in Laurie MacDonald, vendar je bil takrat zaposlen s snemanjem filma Get Shorty, zato so projekt preložili. Prva različica scenarija Eda Solomona se je natančno držala zgodbe stripovskega izvirnika, kar so med snemanjem nekoliko spremenili da so ohranili akcijski tempo. Končna zgodba se skoraj v celoti dogaja v New Yorku, namesto na lokacijah širom ZDA.
Filmsko glasbo v svoji značilni kombinaciji orkestralne in elektronske kompozicije je ustvaril Danny Elfman. Will Smith je napisal hip-hop skladbo »Men in Black«, ki se vrti v zaključni špici in je kasneje doživela uspeh v obliki singla - ta se je med drugim uvrstil na vrh britanske lestvice singlov in prinesel Smithu grammyja za najboljši solo rap nastop.

## Odziv
Film je bil uspešen med gledalci in je s predvajanjem v kinodvoranah po svetu prinesel 589 milijonov USD prihodkov, od tega 250 milijonov v ZDA. S 100.000 obiskovalci kinematografov je tudi eden bolj gledanih filmov v Sloveniji. Kritiki so ga označili za zelo gledljiv poletni »blockbuster«, predvsem na račun domiselnega scenarija, spektakularne scenografije in karizmatične igre glavnih igralcev.
Nominiran je bil za oskarja in zlati globus za najboljši film v kategoriji mjuziklov in komedij, prejel pa je oskarja za makeup.